# Dolní Žandov
Dolní Žandov là một làng thuộc huyện Cheb, vùng Karlovarský, Cộng hòa Séc.